# Harpidae
Harpidae zijn een familie van weekdieren uit de klasse van de Gastropoda (slakken).

## Taxonomie

### Onderfamilies
- Harpinae Bronn, 1849
- Moruminae Hughes & Emerson, 1987

### Geslacht
- Eocithara P. Fischer, 1883